# ココカラファイングループ
株式会社ココカラファイングループ（英語: Cocokarafine Group Co., Ltd.）は神奈川県横浜市港北区に本社を置く持株会社である。ドラッグストア（DgS）のココカラファインヘルスケアなどを傘下企業に置く。マツキヨココカラ&カンパニーの子会社。

## 概説
2008年4月、大阪市東成区に本社を置くセガミメディクスと、東京都府中市に本社を置くセイジョーの経営統合により、株式会社ココカラファイン ホールディングスを設立。「ココカラファイン」の社名は、「ココロ」と「カラダ」を元気（ファイン）にしたいとの願いが込められている。
2010年10月、ジップドラッグとライフォートを傘下に持つアライドハーツ・ホールディングス（アライドハーツHD）と合併し、株式会社ココカラファインへ商号変更。これにより、マツモトキヨシホールディングス（以下「マツキヨHD」）、スギホールディングスに続くドラッグストア業界3位となる。
2020年1月31日、翌年10月を目途にマツキヨHDと経営統合すると日本経済新聞により報じられ、同日には経営統合に向けた資本業務提携などの基本合意を締たと発表した（後述）。
2021年10月1日、マツキヨHDとの経営統合が実施され、株式会社ココカラファイングループへ商号変更するととともに、マツキヨHDから商号変更されたマツキヨココカラ&カンパニーの中間持株会社へと移行した（後述）。

## 沿革

### 2000年代
- 2006年（平成18年）11月20日 - セガミメディクス（セガミ）とセイジョーが、資本・業務提携の基本合意書を締結[4]。
- 2007年（平成19年）11月15日 - セガミとセイジョーの経営統合を発表[5]。
- 2008年（平成20年）4月1日 - セガミとセイジョーの共同株式移転により、株式会社ココカラファイン ホールディングスを設立。東証第一部市場に上場[1]。
- 2009年（平成21年）12月21日 - コンビニエンスストアのサークルKサンクス（現：ファミリーマート）との間で業務提携を締結[6]。

### 2010年代
- 2010年（平成22年）9月1日 - DgS運営のいわい（東京都豊島区）より、全事業を譲受け[7]
- 2010年（平成22年）10月1日 - アライドハーツHDを吸収合併のうえ、株式会社ココカラファイン（ココカラF）に商号変更[8]。同時に、新横浜に本社移転。
- 2011年（平成23年）1月31日 - 医薬品・化粧品の研究開発を手掛けるSOファーマ[注 1]（後のココカラファインネクスト）の株式84.48%を取得[9]。
- 2011年（平成23年）8月16日 - 調剤薬局のメディカルインデックス（北海道旭川市）の株式50.00%を取得[10]。
- 2011年（平成23年）10月1日 - DgS運営のスズラン薬局（北海道小樽市）の全株式を取得[11]。
- 2011年（平成23年）12月1日 - デイサービスのリハワークス（東京都府中市）の全株式を取得[12]。
- 2012年（平成24年）2月1日 - 連結子会社のセイジョーより、同社子会社のファインケア（旧タカラケア）の全株式を取得[13]。
- 2012年（平成24年）4月1日 - 事業再編を実施[13]。

| ① セイジョーの通信販売事業を、ココカラFに統合。 ③ セイジョーの介護事業を、ファインケアに統合。 |  | ② ファインケアがリハワークスと、リハワークス子会社の元気を吸収合併。 |

- 2012年（平成24年）11月1日 - DgS運営のコダマ（新潟県新潟市）の全株式を取得[14]。
- 2013年（平成25年）4月1日 - グループ再編を実施[15]。

| ① セガミ、セイジョー、ジップドラッグ、スズラン薬局、ライフォート、メディカルインデックスの6社合併により、ココカラファインヘルスケア（ココカラFH）を設立。 |  | ② ココカラFの通販事業（「ココカラファイン.ネット」の運営等全般）を、ココカラファインOECとして分社化。 |

- 2013年（平成25年）4月1日 - シンボルマークを従来の四葉のクローバーから、ブランドの頭文字である「C」と「すなわち」を表す「；（コロン）」を組み合わせ、ブランドカラーである「Cコーラル」で表現された「Cコロン」に変更。この新ロゴは子会社のココカラFHでも使用され、「ココカラファイン」の店舗ロゴもこのロゴに変更された。
- 2013年（平成25年）6月1日 - DgS運営のくすりのえびな（北海道栗山町）の全持分を取得[16]。
- 2013年（平成25年）8月1日 - 調剤薬局の光慈堂（東京都世田谷区）の全株式を取得[17]。
- 2013年（平成25年）10月1日 - 連結子会社のココカラFHがコダマと、くすりのえびなを吸収合併[18]。
- 2013年（平成25年）11月1日 - DgS運営の岩崎宏健堂（山口県周南市）の株式50.00％と、不動産賃貸業のアイ・システム（同）の全株式をそれぞれ取得[19]。
- 2014年（平成26年）3月1日 - 連結子会社の岩崎宏健堂が、アイ・システムを吸収合併[20]。
- 2014年（平成26年）4月1日 - 人材サービスの子会社として、ココカラファイン アソシエ（現：MCCアソシエ）を設立[21]。
- 2014年（平成26年）5月30日 - タイのTCCグループ[注 2]との共同卸売業者として、BJC＆CF (Thailand) Co.,Ltd.を設立[22]。
- 2014年（平成26年）7月31日 - 同業で業界第5位のクオールとの業務提携を締結[23]。
- 2014年（平成26年）8月 - 連結子会社のココカラFHが、光慈堂を吸収合併[24]。
- 2014年（平成26年）12月25日 - 障がい者雇用の促進事業子会社として、ココカラファインソレイユ（現：MCCソレイユ）[注 3]を設立[25]。
- 2015年（平成27年）2月23日 - 日本郵便との間で医薬品等の通販事業の連携を発表。同日より、日本郵便の通販サイト「郵便局のネットショップ」にDgS専用ページを開設（販売はココカラファインOECが担当）[26]。
- 2015年（平成27年）8月21日 - 長崎県佐世保市のテーマパーク「ハウステンボス」との協業を発表。その第1弾として、翌22日には「ココカラファインハウステンボス店」を出店[27]。
- 2016年（平成28年）4月1日 - 介護事業の山本サービス（東京都世田谷区）の全株式を取得[28]。
- 2016年（平成28年）10月1日 - 連結子会社のココカラFHが、ココカラファインOECを吸収合併[29]。
- 2017年（平成29年）2月28日 - 調剤薬局の東邦調剤（東京都国分寺市）の全株式を取得[30]。
- 2017年（平成29年）4月3日 - DgS運営の古志薬局（島根県松江市）の全持分を取得[31]
- 2017年（平成29年）7月3日 - 建物管理サービス業のテスコより、調剤薬局・介護事業のシニアコスモス（東京都新宿区）の全株式を取得[32]。
- 2017年（平成29年）9月1日 - 福祉用具等の愛安住（三重県伊賀市）の全株式を取得[33]。
- 2017年（平成29年）10月1日 - 介護事業の再編を実施[34]。

| ① シニアコスモスの介護事業を、ファイケアに統合。 |  | ② CFHが、①後のシニアコスモスを吸収合併。 |

- 2017年（平成29年）12月11日 - リハビリセンターの運営等を行うワイズとの間で、資本業務提携[35]。
- 2018年（平成30年）1月1日 - 連結子会社のファインケアが、山本サービスを吸収合併[36]。
- 2018年（平成30年）1月31日 - 大手スーパーマーケットのバローホールディングスと業務提携[37]。
- 2018年（平成30年）4月1日 - 連結子会社のココカラFHが東邦調剤、古志薬局、ココカラファインネクストの3社を吸収合併[38]。
- 2018年（平成30年）4月27日 - オンライン診療サービスのメドケアとの資本業務提携を締結[39]。
- 2018年（平成30年）9月4日 - 電力販売の子会社として、シーエフエナジー（現：MCCエナジー）を設立[40]。
- 2018年（平成30年）11月30日 - 調剤薬局のケイエス（千葉県千葉市）の全持分を取得[41]。
- 2019年（平成31年）2月1日 - 調剤薬局の小石川薬局（東京都新宿区）の全株式を取得[42]。
- 2019年（平成31年）4月1日 - 連結子会社のココカラFHが、ケイエスを吸収合併。
- 2019年（令和元年）5月8日 - バローHDとの協業の一環として、同社子会社のアクトスが運営する「スポーツクラブ アクトス Will_G」のFC事業を開始することを発表[43]。
- 2019年（令和元年）6月1日 - 同業で業界第6位のスギホールディングスとの経営統合に関する基本合意書を締結[44]。
- 2019年（令和元年）8月14日 - スギHDとの経営統合の白紙化と、新たに同業で業界第5位のマツキヨHDとの統合協議を開始[45]。
- 2019年（令和元年）10月1日 - 物流子会社として、ココカラファインフリュアヴァンス（現：MCCフリュアヴァンス）を設立[46]。
- 2019年（令和元年）10月11日 - 調剤薬局のフライト（北海道札幌市）の全持分を取得[47]。

### 2020年代
- 2020年（令和2年）1月24日 - 調剤薬局の薬宝商事（神奈川県川崎市）の全持分を取得[48]。
- 2020年（令和2年）4月1日 - 大手百貨店のH2Oリテイリングとの業務提携を締結[49]。

| ① H2Oリテイリング子会社のイズミヤのDgS事業を、CFIZとして分社化。 |  | ② 新設会社の株式をココカラファインが51.00％、H2Oリテイリングが49.00％保有する合弁会社へと移行。 |

- 2020年（令和2年）4月1日 - 連結子会社のココカラFHが、フライトを吸収合併[50]。
- 2020年（令和2年）11月12日 - 調剤薬局のフタツカホールディングス（兵庫県神戸市）の全株式を取得[51]。
- 2021年（令和3年）2月22日 - 調剤薬局の雅ファーマシー（東京都千代田区）の全株式を取得[52]。
- 2021年（令和3年）4月1日 - 福祉用具レンタルのキコーメディカル（大阪府堺市）の全株式を取得[53]。
- 2021年（令和3年）10月1日 - マツキヨHDとの経営統合が完了し、株式会社ココカラファイングループに商号変更（後述）。
- 2022年（令和4年）2月1日 - 連結子会社のココカラFHが、薬宝商事を吸収合併[54]。
- 2022年（令和4年）4月1日 - 機能子会社4社[注 4]をMCCマネジメントへ譲渡[55]。
- 2022年（令和4年）4月1日 - 連結子会社のココカラFHが、フタツカHDと雅ファーマシーを吸収合併[56]。
- 2022年（令和4年）7月1日 - 連結子会社のココカラFHが、小石川薬局を吸収合併[57]。
- 2023年（令和5年）4月30日 - プリペイド機能のサービス終了に伴い、「ココカラクラブカード」の新規発行を終了[注 5]。
- 2023年（令和5年）6月1日 - マツモトキヨシグループとのポイントサービスが統合され、「マツキヨココカラポイント」にリニューアル。

## グループ内の展開店舗
ココカラFの設立当時、グループ内の店舗は関東地方・甲信地方・関西地方の一部・中国地方の一部・四国地方・九州地方の一部・沖縄県に展開しており、埼玉県・千葉県・東京都・神奈川県・愛知県はセガミ、セイジョー両社がそれぞれ展開されていた。
2010年10月にアライドハーツHDと合併。ジップドラッグとライフォートがココカラF傘下となり、セガミとセイジョーでは未出店でかつ、ジップドラッグ・ライフォートでは出店している三重県・和歌山県・鳥取県・島根県が補完された。さらに東海地方・関西地方におけるグループ内の店舗数が大幅に増加した。
また、これまでグループ内で未展開であった地域も進出しており、2011年6月にセイジョーがフィール旭川店（店舗ブランドを「ココカラファイン」に変更後、現在は閉店）の開業に伴って北海道へ進出し、同年10月にスズラン薬局を子会社化したことで北海道でのグループ店舗数が増加。北陸地方へは2012年10月にジップドラッグが「ココカラファイン アピタ敦賀店」の開業により福井県へ進出し、同年11月にはコダマを子会社化したことで、グループ内では未展開だった新潟県が補完され、長野県のグループ店舗数が増加。同時に、東北地方南部への進出も果たした。また、2013年4月30日にコダマが「ココカラファイン小国店」を開業したことより、山形県へ進出し、同年8月9日にはココカラFHが「ココカラファイン イータウン砺波店」の開店により富山県に進出した。
同年10月1日にココカラFHがコダマを吸収合併。翌月には岩崎宏健堂を子会社化したことで広島県・山口県の店舗網が補完された。
2015年4月24日にはココカラFHが「ココカラファイン ラスパ白山店」を開業したことにより、石川県へ進出し、北陸地方への全県出店を果たした。ただし、白山店は2019年3月に閉店し再び石川県は空白となった。ラスパ白山店の跡地はクスリのアオキが出店している。なお、ココカラFは富山県と福井県から撤退している（2021年3月現在）。
2019年2月時点
グループ全体で1459店舗（ココカラFH：1395店舗、岩崎宏健堂：64店舗）を展開している。

## グループ会社
- 株式会社ココカラファインヘルスケア（横浜市港北区）- ドラッグストア・調剤事業。2013年4月にセガミメディクスを存続会社として、セイジョー、ジップドラッグ、ライフォート、スズラン薬局、メディカルインデックスの5社を吸収合併し現商号に変更。同年10月にコダマとくすりのえびなを吸収合併した。
- 株式会社岩崎宏健堂（周南市）- 山口県、広島県にドラッグストア（クスリ岩崎チェーン）を展開。2013年11月にグループ入り。
- 株式会社CFIZ（大阪市中央区） - ドラッグストア事業。2020年4月1日にエイチ・ツー・オー リテイリングとの合弁会社として設立。関西地区のイズミヤ系列のショッピングセンター内に両社の得意分野を融合した新業態「ココカラファイン+イズミヤ」を展開する。
- 株式会社ファインケア（さいたま市南区）- 介護事業。2012年2月にタカラケアから商号変更。
- 株式会社愛安住（伊勢市）- 東海地方を中心に福祉用具の販売やレンタル、住宅改修等を展開。2017年9月にグループ入り。

## マツモトキヨシホールディングスとの経営統合
- 2019年4月26日 - 取締役会において、2019年上期中の合意及び最終契約の締結を目指し、マツキヨHDとの資本業務提携に関する検討及び協議を開始することを決議し、同社との間で覚書を締結したことが発表された[PR 1]。
- 2019年8月14日 - 取締役会において、マツキヨHDとの経営統合に向けた協議を開始することを決議したことを発表[PR 2]。また、同年8月16日には、同社との間で経営統合に向けた協議開始に関する覚書を締結したことを発表。同社との独占交渉権の期間は2020年1月末までとするものの、双方の協議・交渉が継続している場合は期間を延長することになっていた[PR 3]。
- 2020年1月31日 - マツキヨHDとの間で経営統合に関する基本合意書並びに経営統合に向けた資本業務提携に関する契約を締結したことを発表。現時点では、関係当局の許可取得を前提として、2021年10月1日付で経営統合が行われる予定であった。
- 2020年3月31日 - マツキヨHDとの経営統合に先んじて締結された資本業務提携に基づき行われた第三者割当増資（第三者割当による新株式発行）の払込手続の完了により、同社がココカラFの筆頭株主並びにその他の関係会社となる[PR 4]。
- 2021年2月26日 - マツキヨHDとの間で経営統合に関する最終合意契約書が締結された[58]。
- 2021年4月28日 - マツキヨHDとの経営統合に際する吸収分割契約の締結などが行われた[PR 5]。

### 経営統合の概要
1. ココカラFをマツキヨHDの完全子会社とする株式交換を実施
2. マツキヨHDの子会社管理業務を、マツモトキヨシグループ（MKG）として分社化。
3. マツキヨHDの営業企画・運営支援機能等を、MKCF分割準備会社に統合。
4. ココカラFとココカラFHの本部機能を、マツキヨHDに統合。
5. ココカラFとココカラFHの営業企画・運営支援機能等を、MKCF分割準備会社に統合。

上記1~5を完了後、マツキヨHDの商号を株式会社マツキヨココカラ&カンパニー、ココカラFの商号を株式会社ココカラファイングループ（ココカラFG）に変更する。旧マツキヨHD、旧ココカラF、ココカラFHの営業企画・運営支援機能等を吸収したMKCF分割準備会社の商号を株式会社MCCマネジメントに変更する。マツキヨココカラ＆カンパニーを純粋持株会社、MKGとココカラFGを中間持株会社とする新体制へ移行する。

## プライベートブランド
2020年1月31日に締結されたマツモトキヨシHD（現：マツキヨココカラ&カンパニー）との資本業務提携により、従来マツモトキヨシグループの傘下企業で取り扱っていたプライベートブランドを当社のグループ企業でも取扱を開始することとなり、従来取り扱っていた「VIVCO（ヴィヴコ）」や「WINグループ商品」は「ザ・レチノタイム」や「matsukiyo」に置き換わる形で順次販売を終了した。